# Еяль Голан
Ея́ль Ґола́н, (івр. אייל גולן; 12 квітня 1971, Реховот, Ізраїль) — ізраїльський виконавець поп-музики, зокрема танцювальної і в стилі мізрахі, один із найпопулярніших у Ізраїлі, а також у країнах зі значними єврейськими діаспорами (насамперед, США). двічі завоював титул «Співак десятиліття» та титул співака країни з нагоди святкування 70-річчя Ізраїлю.
Ґолан продав понад три мільйони альбомів в Ізраїлі. Він п'ятнадцять разів завойовував звання «Співак року», дванадцять разів – звання «Пісня року». Як співака Ґолана вирізняє своєрідний і легко впізнаваний вокал.

## Біографія
Голан розпочав музичну кар'єру, граючи по нічних клубах у 16 років.
Його перший сольний альбом вийшов у 1995 році. У наступному році відбувся реліз другої платівки — «Концерт наживо». Але справжня слава і популярність до співака прийшли з випуском третього альбому — «Без тебе» (1997 рік), який став платиновим у Ізраїлі, і містив композиції, музику і слова до яких написали учасники популярного ізраїльського музичного гурта з Тель-Авіву Ethnix, Зеев Нехама (זאב נחמה) і Тамір Каліскі (תמיר קליסקי).
Тривалий час Еяль Голан співпрацював із продюсером Ішаєм Бен-Цуром (ישי בן צור), який був співавтором багатьох успішних комерційно альбомів співака, однак у теперішній час відносини розірвані через фінансові неузгодженості.
До найвідоміших синглів-хітів Голана належать: Malkat HaYofi Sheli («Моя королева краси»), Yafa Sheli («Моя красуня»), Liknot Lakh Yahalom («Дістати тобі діамант»), Tslil Meytar («Звук струни»), Hoze Otach Muli («Мріючи про тебе поруч з собою») тощо.

## Дискографія
Студійні альбоми:
- 1995 — Lehisha ba'Laila — לחישה בלילה — «Нічний шепіт»
- 1996 — BeHofa'a Haya — בהופעה חיה — «Концерт вживу»
- 1997 — Bila'adayikh — בלעדייך — «Без тебе»
- 1998 — Chayal shel Ahavah — חייל של אהבה — «Солдат кохання»
- 1999 — Histakli Eilay — הסתכלי אלי — «Подивись на мене»
- 2000 — haMofa'a haMeshoutaf: Ethnix v'Eyal Golan — המופע המשותף עם אתניקס — «Спільний концерт Ethnix та Ейяля Голана»
- 2001 — Tslil Meytar — צליל מיתר — «Звук струни»
- 2002 — v'Ani Koreh Lakh — ואני קורא לך — «І я закликаю тебе»
- 2003 — Chalomot — חלומות — «Мрії»
- 2005 — Metziout Acheret — מציאות אחרת — «Інша реальність»
- 2007 — Bishvilekh Notzarti — בשבילך נוצרתי — «Я створений для тебе»
- 2008 — Hoze Otah Muli — הוזה אותך מולי — «Марячи тобою»
- 2009 — Ze ani — זה אני — «Це я»
- 2010 — Derech Lahaim — דרך לחיים — «Дорога життя»
- 2011 — Helek Mehayai — חלק מחיי — «Частина мого життя»
- 2012 -  Nagaat Li Balev - נגעת לי בלב - «Ти зачепив моє серце»
- 2013 -  Halev Al Hashulchan  - הלב על השולחן -  «Серце на столі »
- 2014 -  Yamim Yagidu  - ימים יגידו -  «Час покаже »
- 2015 -  Besof Kol Yom  - בסוף כל יום -  «В кінці кожного дня»
- 2016 -  Rachok Mikan  - רחוק מכאן -  «Далеко звідси»
- 2017 - Lo Pashut Lihiot Pashut - לא פשוט להיות פשוט -  «Це не просто бути простим»
- 2018 - Nakhon Letamid  - נכון לתמיד -  «Правильно назавжди»
- 2019 - Hafokh Mehayekum - הפוך מהיקום -  «Навпаки з всесвіту»